# Авиони, возови и аутомобили
Авиони, возови и аутомобили (енгл. Planes, Trains and Automobiles) је америчка филмска комедија из 1987. године, коју је режирао Џон Хјуз, по сопственом сценарију.
Нил, који треба да стигне кући за Дан захвалности, пролази кроз низ незгода када му лет откажу и на крају упозна Дела, продавца, са којим треба да путује кући.

## Радња
Нил Пејџ је стручњак за маркетинг. Пошто је представио следећу верзију рекламне кампање, он жури кући својој породици из Њујорка у Чикаго за Дан захвалности. Међутим, испоставило се да је тешко стићи, време се погоршава, авиони не лете тамо где треба, а једносатно путовање се развлачи неколико дана. На путу упознаје чудног и апсурдног човека, Дел Грифита, путујућег продавца који продаје прстенове за завесе за туширање. Дел и Нил постају невољни сапутници док обојица крећу у Чикаго.
Дел је необично неприлагођена особа за заједнички номадски живот да није његовог урођеног оптимизма, било би веома тешко живети са њим. На путу доживе бројне авантуре, чак морају да деле једну хотелску собу. До краја путовања, Нил се навикава на ексцентричности свог сапутника и са мало жаљења у души раскине са Делом, стигавши до одредишта путовања - железничке станице у Чикагу. А онда изненада открива главну тајну свог пријатеља, коју је пажљиво скривао – Дел је бескућник и усамљен човек, његова жена, о којој често прича, давно је умрла. Филм се завршава тако што се Нил враћа кући са Делом да прослави Дан захвалности са својом породицом.

## Улоге
- Стив Мартин као Нил Пејџ
- Џон Кенди као Дел Грифит
- Лејла Робинс као Сузан Пејџ
- Мајкл Мекин као Полицајац
- Кевин Бејкон као Такси Тркач
- Дилан Бејкер као Овен Муни
- Чарлс Тајнер као Гас Муни
- Лери Хенкин као Дуби
- Гари Рајли као Лопов
- Мартин Фереро као други службеник мотела
- Иди Меклерг као агент за изнајмљивање возила
- Трој Еванс као Антисоцијални камионџија (непотписан)